# Павлович, Ярослава Анатольевна
Яросла́ва Анато́льевна Павло́вич (2 ноября 1969, Пинск) — белорусская гребчиха, рулевая, выступает за сборную Белоруссии по академической гребле с начала 1990-х годов. Бронзовая призёрша летних Олимпийских игр в Атланте, обладательница двух серебряных медалей чемпионатов Европы, многократная победительница и призёрша этапов Кубка мира, республиканских и молодёжных регат. На соревнованиях представляет Брестскую область, заслуженный мастер спорта Республики Беларусь.

## Биография
Ярослава Павлович родилась 2 ноября 1969 года в городе Пинске Брестской области Белорусской ССР. Активно заниматься академической греблей начала в раннем детстве, проходила подготовку в пинской специализированной детско-юношеской школе олимпийского резерва по гребным и парусным видам спорта и в брестском областном центре олимпийского резерва по водным видам спорта. Состоит в спортивном клубе Федерации профсоюзов Беларуси.
Первого серьёзного успеха добилась в 1988 году, став чемпионкой республики. В основном составе белорусской национальной сборной дебютировала в сезоне 1993 года, на чемпионате мира в чешском городе Рачице, будучи рулевой, заняла пятое место в зачёте распашных восьмёрок. На первенстве мира 1995 года в финском Тампере в той же дисциплине вновь была пятой.
Благодаря череде удачных выступлений Павлович удостоилась права защищать честь страны на летних Олимпийских играх 1996 года в Атланте — в составе команды, куда также вошли гребчихи Марина Знак, Наталья Волчек, Наталья Стасюк, Елена Микулич, Валентина Скрабатун, Наталья Лавриненко, Александра Панькина и Тамара Давыденко, завоевала в программе распашных восьмёрок бронзовую медаль, пропустив вперёд только экипажи из Румынии и Канады. За это достижение по итогам следующего сезона удостоена почётного звания «Заслуженный мастер спорта Республики Беларусь».
На различных этапах Кубка мира 1997 года Павлович неоднократно становилась победительницей и призёркой, на чемпионате мира во французской Савойе в распашных восьмёрках пришла к финишу восьмой.
После длительного перерыва в 2009 году Ярослава Павлович вновь вошла в основной состав сборной Белоруссии по академической гребле. В этом сезоне со своим восьмиместным экипажам она удачно выступила на нескольких этапах мирового кубка, заняла восьмое место на чемпионате мира в польской Познани, а также выиграла серебряную медаль на домашнем чемпионате Европы в Бресте, проиграв в финальном заезде лишь команде из Румынии. Год спустя была шестой на европейском первенстве в португальском городе Монтемор-у-Велью, ещё через год добавила в послужной список ещё одну бронзовую награду европейского чемпионата, заняв второе место на соревнованиях в болгарском Пловдиве. Впоследствии принимала участие в чемпионатах Европы 2012, 2013 и 2014 годов, неизменно выходила в финальные стадии соревнований, в решающих заездах была близка к призовым позициям, однако в число призёров  больше ни разу не попала.